# マーハーン航空

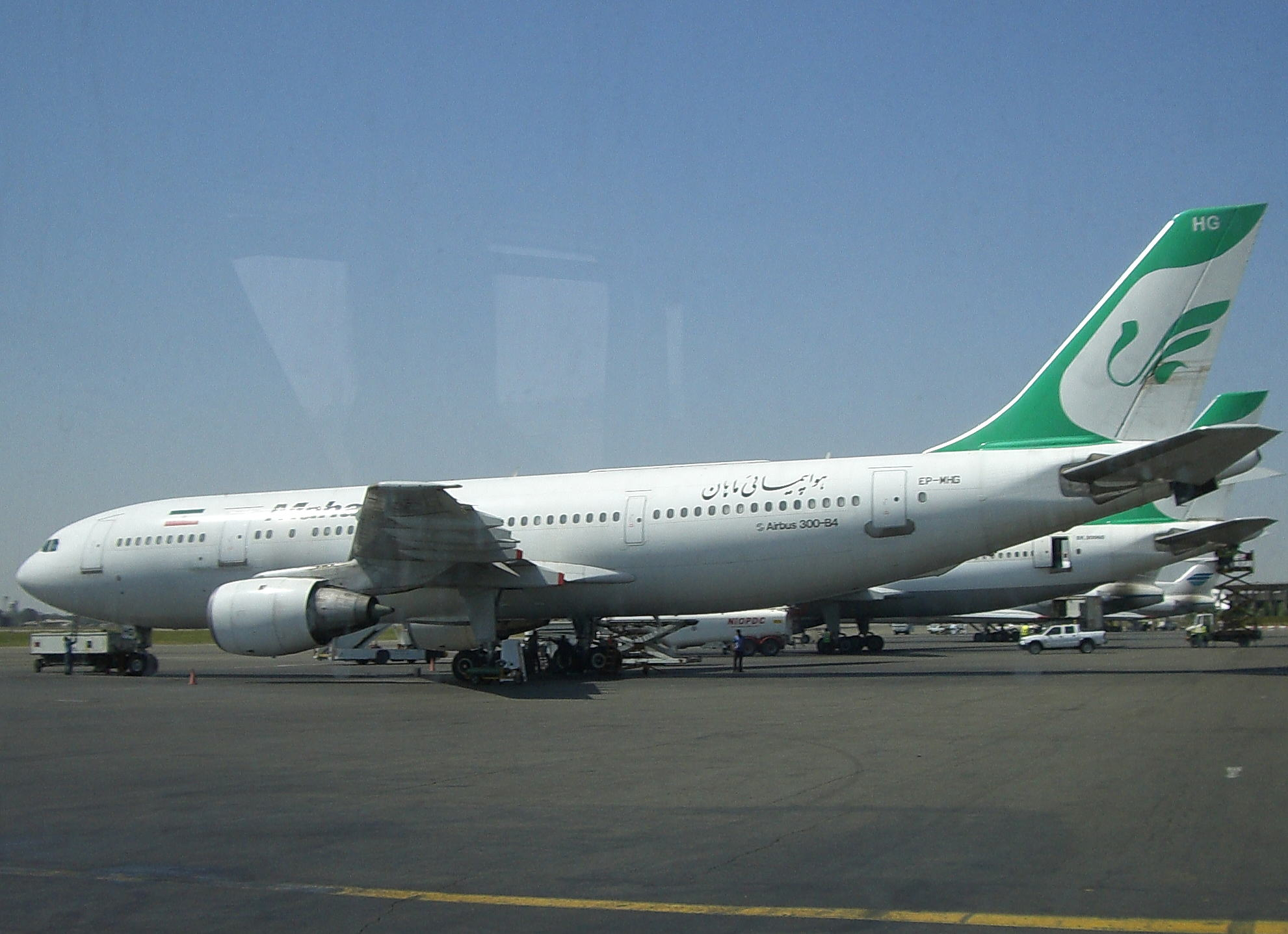
エアバスA300-B4型機（EP-MHG、退役済）

マーハーン航空（ペルシア語: هواپیمایی ماهان、英語: Mahan Air）は、イランの民営航空会社である。
2025年現在、欧州連合、米国から制裁を受けており、乗り入れが禁止されている。親会社はモウリーヨルモヴァヘディーン財団で96%の株式をもつ。

## 沿革
- 1991年、フルサービスキャリアとして設立された。
- 1992年6月、イラン初の民営航空会社として運航を開始した。当初は99名乗りのツポレフ154型機を2機保有し、テヘランと国内の2ヶ所を結ぶ路線を運航していた。
- 1999年、エアバスA300B4型機3機を導入した。
- 2001年、IATAに加盟。
- 2001年、エアバスA310、A320を導入した[1]。
- 英国高等裁判所によると、2008年に書類を偽造し、ブルースカイ航空の所有する3機のボーイング747-400型機を不法に奪ったとされた。機体を返還するように命令された際、イラン当局が詐欺容疑で捜査を受けており、機体をイランに保管しなければならないとして、拒否した。
- 2011年12月12日、米国財務省が、マーハーン航空を「イスラム革命防衛隊・コッズ軍(IRGC-QF)に財政的、物的、技術的支援を提供した」として、テロの物質的・輸送支援者に指定すると発表した[2]。
- 2016年4月6日、サウジアラビア領空の飛行を禁止された[3]。
- 2016年、欧米諸国からの経済制裁が解除されたことで、イラン航空などとともに、ボーイングやエアバスの航空機を大量発注した。
- 2018年になるとトランプ大統領が核合意離脱を表明したためにイランへのアメリカ製品輸出が再び禁止され[4]、新機種導入は中断した。
- 2019年1月、ドイツ政府が、シリアへの関与と安全保障上の懸念を理由に、ミュンヘン空港とデュッセルドルフ空港に就航していたマーハーン航空のドイツへの着陸を禁止した[5]。
- 2019年3月25日には、フランスがドイツと同じ禁止措置を課し、マーハーン航空は、運航していたパリ便の運航を中止した。
- 2019年4月、ベネズエラ大統領危機の際、カラカス-テヘラン直行便を就航させた[6]。
- 2019年11月1日、イタリア政府も2019年12月15日からマーハーン航空の乗り入れを禁止すると発表した。
- 2020年4月、スペインも乗り入れを禁止し、バルセロナ線の運航を中止したことで、ヨーロッパ路線の全路線の運航を中止することとなった[7]。
- 2020年に新型コロナウイルスの感染拡大を受けて、世界各国の航空会社が中国発着のフライトの運航を中止したが、マーハーン航空は運航を継続した。
- 2024年10月、欧州連合は、ウクライナ戦争においてロシアにミサイルとドローンを供給したとして、マーハーン航空に制裁を課した。

## 就航都市
2020年5月現在、以下の都市に就航している。
| マーハーン航空 就航都市一覧 | マーハーン航空 就航都市一覧  | マーハーン航空 就航都市一覧          | マーハーン航空 就航都市一覧 | マーハーン航空 就航都市一覧 |
| --------------------------- | ---------------------------- | ------------------------------------ | --------------------------- | --------------------------- |
| 国・地域                    | 都市                         | 空港                                 | 備考                        |                             |
| 西南アジア                  |                              |                                      |                             |                             |
| イラン                      |                              |                                      |                             |                             |
| テヘラン                    | エマーム・ホメイニー国際空港 | 国際線ハブ                           |                             |                             |
| テヘラン                    | メヘラーバード国際空港       | 国内線ハブ                           |                             |                             |
| アサールーイェ              | アサールーイェ空港           |                                      |                             |                             |
| イーラーンシャフル          | イーラーンシャフル空港       |                                      |                             |                             |
| エスファハーン              | エスファハーン国際空港       |                                      |                             |                             |
| キーシュ島                  | キーシュ空港                 |                                      |                             |                             |
| ケルマーン                  | ケルマーン空港               |                                      |                             |                             |
| ザーヘダーン                | ザーヘダーン空港             |                                      |                             |                             |
| ザーボル                    | ザーボル空港                 |                                      |                             |                             |
| シーラーズ                  | シーラーズ国際空港           |                                      |                             |                             |
| スィールジャーン            | スィールジャーン空港         |                                      |                             |                             |
| デズフール                  | デズフール空港               |                                      |                             |                             |
| バンダレ・アッバース        | バンダレ・アッバース国際空港 |                                      |                             |                             |
| ビールジャンド              | ビールジャンド国際空港       |                                      |                             |                             |
| マシュハド                  | マシュハド国際空港           |                                      |                             |                             |
| マーフシャフル              | マーフシャフル空港           |                                      |                             |                             |
| アラブ首長国連邦            | シャールジャ                 | シャールジャ国際空港                 |                             |                             |
| アラブ首長国連邦            | ドバイ                       | ドバイ国際空港                       |                             |                             |
| サウジアラビア              | ジッダ                       | キング・アブドゥルアズィーズ国際空港 |                             |                             |
| サウジアラビア              | ダンマン                     | キング・ファハド国際空港             | 季節運航便                  |                             |
| シリア                      | ダマスカス                   | ダマスカス国際空港                   |                             |                             |
| イラク                      | バグダード                   | バグダッド国際空港                   |                             |                             |
| バーレーン                  | マナーマ                     | バーレーン国際空港                   |                             |                             |
| 南アジア                    |                              |                                      |                             |                             |
| インド                      | デリー                       | インディラ・ガンディー国際空港       |                             |                             |
| インド                      | コーチ                       | コーチ国際空港                       |                             |                             |
| パキスタン                  | ラホール                     | ラホール国際空港                     |                             |                             |
| 東南アジア                  |                              |                                      |                             |                             |
| タイ                        | バンコク                     | スワンナプーム国際空港               |                             |                             |
| インドネシア                | ジャカルタ                   | スカルノハッタ国際空港               |                             |                             |
| 東アジア                    |                              |                                      |                             |                             |
| 中国                        | 上海                         | 上海浦東国際空港                     |                             |                             |
| 中国                        | 広州                         | 広州白雲国際空港                     | [ 8 ]                       |                             |
| 休・廃止路線                |                              |                                      |                             |                             |
| スリランカ                  | コロンボ                     | バンダラナイケ国際空港               |                             |                             |
| カザフスタン                | アルマトイ                   | アルマトイ国際空港                   |                             |                             |
| アフガニスタン              | カーブル                     | カーブル国際空港                     |                             |                             |
| イギリス                    | バーミンガム                 | バーミンガム国際空港                 |                             |                             |
| イギリス                    | マンチェスター               | マンチェスター空港                   |                             |                             |
| ドイツ                      | デュッセルドルフ             | デュッセルドルフ空港                 |                             |                             |
| チュニジア                  | チュニス                     | チュニス・カルタゴ国際空港           |                             |                             |

## 保有機材

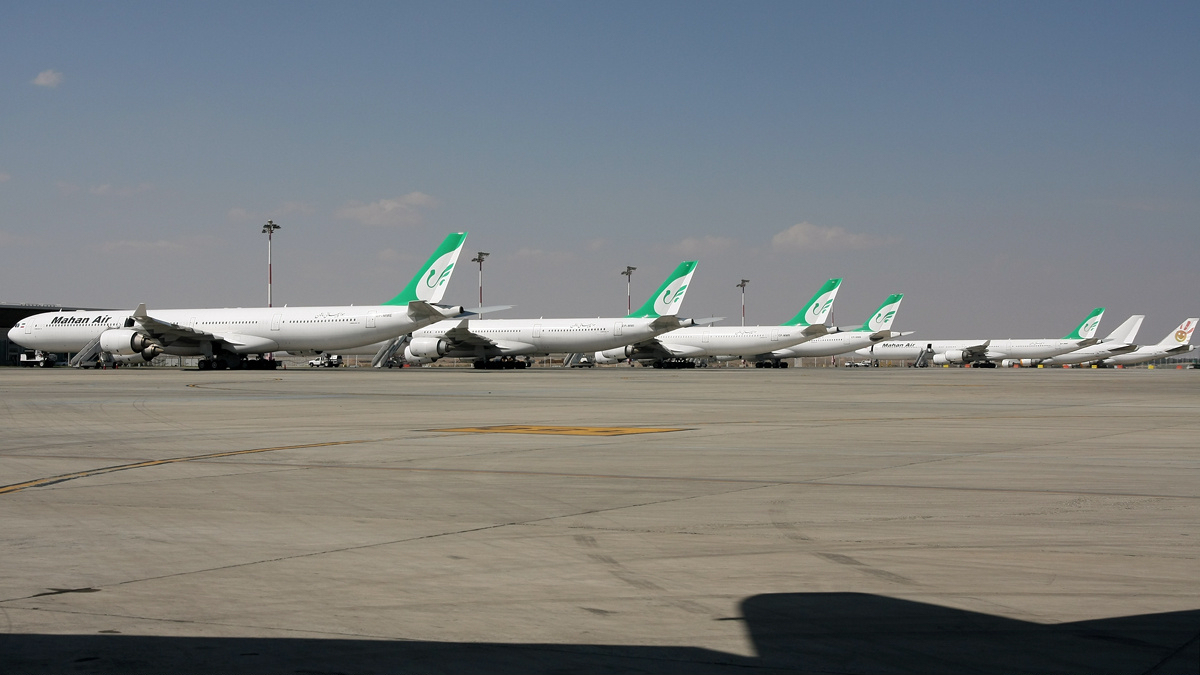
エマーム・ホメイニー国際空港に並ぶマーハーン航空機

アメリカ政府による制裁により、イランの航空会社の旅客機は機齢が高い。ボーイングやエアバスから直接機材を購入することが出来ず、第三者を通じての購入または中古機材の導入となる。
| 機材                | 保有数 | 発注数 | 座席数 | 座席数 | 座席数 | 備考                                    |
| 機材                | 保有数 | 発注数 | C      | Y      | 計     | 備考                                    |
| ------------------- | ------ | ------ | ------ | ------ | ------ | --------------------------------------- |
| エアバスA300-600R   | 1      | -      | 24     | 256    | 280    |                                         |
| エアバスA310-300    | 1      | -      | 24     | 190    | 214    |                                         |
| エアバスA340-200    | 1      | -      | 30     | 269    | 299    |                                         |
| エアバスA340-300    | 9      | 1      | 30     | 261    | 291    |                                         |
| エアバスA340-300    | 9      | 1      | 30     | 269    | 299    |                                         |
| エアバスA340-600    | 5      | -      | 45     | 263    | 308    |                                         |
| ボーイング747-400   | 1      | -      | 26     | 434    | 460    |                                         |
| ボーイング777-200ER | -      | 5      |        |        |        | 元シンガポール航空→ノックスクート運用機 |
| BAe 146-300         | 3      | -      | -      | 100    | 100    |                                         |
| アブロ RJ85         | 6      | -      | -      | 100    | 100    |                                         |
| アブロ RJ100        | 4      | -      | -      | 100    | 100    |                                         |
| フォッカー 50       | 2      | -      | -      | 50     | 50     |                                         |
| VIP用機材           |        |        |        |        |        |                                         |
| BAe 146-200         | 1      | -      | VIP    | VIP    | VIP    |                                         |
| アブロ RJ85         | 1      | -      | VIP    | VIP    | VIP    |                                         |
| 計                  | 35     | 0      |        |        |        |                                         |

## 安全問題
2007年9月11日、欧州委員会はマーハーン航空をEU域内乗り入れ禁止航空会社に加えた。乗入れ禁止は一定の制限を設けている。たとえば、マーハーン航空がEU基準を満たす他の航空会社などからウェットリースした機材による乗入れが可能である。2008年7月25日に安全性が確認されたとして解除された。

## その他
2005-2006年シーズンのイランプレミアリーグにおいてサッカークラブ・ペルセポリスFCを支援した。
アメリカ合衆国政府は、マーハーン航空をイスラム革命防衛隊を支援しているとして、制裁対象としている。
そのため、マーハーン航空は現在、ヨーロッパ各国へ就航できない状況が続いている。

## 文献
1. ↑  ArabianBusiness.com staff writer (2007年3月1日). “Making waves” (English). ArabianBuisiness.com 2008年1月13日閲覧。 {{cite news}}: |author=に無意味な名前が入力されています。 (説明)⚠
2. ↑  https://web.archive.org/web/20160821163722/https://www.treasury.gov/press-center/press-releases/Pages/jl0395.aspx
3. ↑  “Saudi Arabia bans Iran's Mahan Air from flying into kingdom - Business - NZ Herald News”. The New Zealand Herald 2025年8月18日閲覧。
4. ↑  “米、ボーイングなどの対イラン旅客機輸出免許取り消しへ＝財務長官”
5. ↑  “aero.de - Luftfahrt-Nachrichten und -Community” (ドイツ語). aero.de (1970年1月1日). 2025年8月18日閲覧。
6. ↑  “Iran's Mahan Air launches direct flights to Venezuela” (英語). Reuters. (2019年4月8日) 2025年8月18日閲覧。
7. ↑  “Mahan Air darf auch Spanien nicht mehr anfliegen” (ドイツ語). aeroTELEGRAPH (2020年4月16日). 2025年8月18日閲覧。
8. ↑  “イランのマーハーン航空、A340でテヘラン/広州線に就航”
9. ↑  “Mahan Air Fleet”.   Mahan Air. 2025年4月30日閲覧。
10. ↑  “Mahan Air Fleet Details and History”.   Planespotters.net. 2025年6月30日閲覧。
11. ↑  “Black list of banned airlines: the European Commission adopts new measures” (Press release). European Comitte. 11 September 2007. 2008年1月13日閲覧.
12. ↑  https://2017-2021.state.gov/the-united-states-designates-mahan-air-facilitators/index.html
13. ↑  “伊、イランのマーハーン航空の乗り入れ禁止”. (2019年11月6日)